# Pingshan, Gaozhou
Pingshan (kinesiska: 平山) är en köping i sydöstra Kina. Den ligger i Gaozhou i staden Maoming i provinsen Guangdong, omkring 250 kilometer sydväst om provinshuvudstaden Guangzhou. Antalet invånare är 26 751. Befolkningen består av 12 790 kvinnor och 13 961 män. Barn under 15 år utgör 27,0 %, vuxna 15-64 år 60 %, och äldre över 65 år 11,0 %.